# Szczerbinka (Rosja)
Szczerbinka (ros. Щербинка) – miejscowość i okręg miejski w składzie Nowomoskiewskiego okręgu administracyjnego Moskwy, do 1 czerwca 2012 roku oddzielne miasto w obwodzie moskiewskim. W 2009 roku Szczerbinka liczyła 31 660 mieszkańców.